# Lina Axelsson Kihlblom
Lina Axelsson Kihlblom (nacida el 24 de junio de 1970) es una política sueca del partido socialdemócrata.  Desde el 30 de noviembre de 2021 es ministra de Educación en el gabinete de Magdalena Andersson.
Ella es la primera ministra en un gabinete en la historia de Suecia en ser transgénero. Se sometió a una cirugía de reasignación de género en 1995.